# Bira Dembélé
Pour les articles homonymes, voir Dembélé.
Bira Dembélé  est un footballeur franco-malien né le 22 mars 1988 à Villepinte (Seine-Saint-Denis). Son poste de prédilection est défenseur central, bien qu'il ait évolué comme latéral gauche durant sa formation et occasionnellement au niveau senior. Il joue actuellement à l'US Saint-Malo.

## Biographie

### Débuts en dilettante en région parisienne (1996-2005)
Né à Villepinte de parents maliens, il grandit à Neuilly-sur-Marne dans une famille de sept enfants, dont il est le quatrième. Son père est agent d'entretien à l'aéroport de Roissy. Alors que ses amis évoluent déjà tous dans des clubs, il préfère continuer à jouer au football dans son quartier, « sur des carrés de bitume où les buts étaient des réverbères ». Finalement il s'inscrit au SFC Neuilly-sur-Marne où il reste 4 ans. Peu assidu aux entraînements, il préfère jouer à la Playstation plutôt que de passer des détections. En moins de 13 ans, le FC Porto, un club de la communauté portugaise, propose à son groupe d'amis de rejoindre leur effectif et offre des licences gratuites, ce qui les convainc d'y signer ensemble. À cette époque il joue attaquant, et marque une vingtaine de buts. Il passe ensuite par plusieurs clubs de Seine-Saint-Denis avant d'arriver en 18 ans DRH au SFC Neuilly-sur-Marne, club sous le maillot duquel il est repéré par le Stade rennais lors des 64ème de finale de la coupe Gambardella.  

### Fin de formation au Stade rennais (2005-2007)

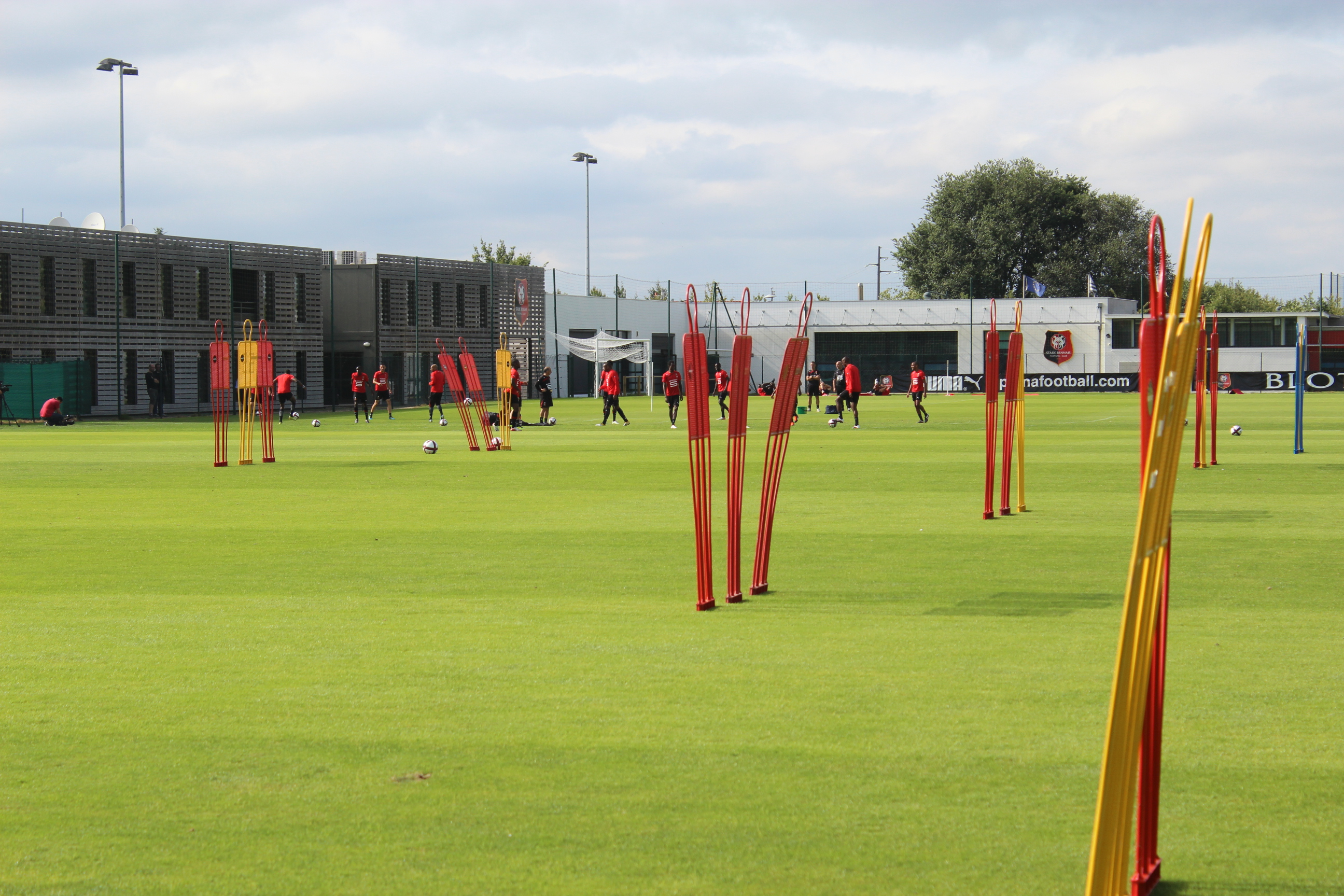
Lors d'un essai à La Piverdière, Dembélé convainc le staff rennais.

Alors en 1ère année de BEP électrotechnique avec pour objectif de travailler dans le dépannage de chaudières, il effectue un premier essai de quatre jours à La Piverdière, puis participe au tournoi de Montaigu sous le maillot rouge et noir en mars 2005. Le Stade rennais termine troisième du tournoi, n'encaissant aucun but en cinq matches. Convaincus, les dirigeants rennais lui font signer un contrat espoirs, et il intègre le centre de formation. Les débuts sont difficiles : complexé par son déficit technique, il doit travailler dur avec Philippe Bizeul, qui lui fait faire des gammes. Son corps supporte difficilement les deux entraînements journaliers : il subit beaucoup de blessures, mais tient bon grâce au soutien de ses frères. Il effectue une première saison avec les 18 ans nationaux au poste de latéral gauche, et entre deux fois en jeu en équipe réserve en fin de saison. Propulsé titulaire lors de la phase finale du championnat de France des réserves professionnelles, il ouvre le score en finale contre Lyon d'un but de la tête, mais son équipe s'incline finalement 3 buts à 1. 
La saison suivante, repositionné défenseur central, il devient un cadre l'équipe réserve, totalisant 30 apparitions pour trois buts. En charnière centrale, il forme alors un tandem de choc avec Prince Oniangué, qui devient son meilleur ami en dehors du terrain. Le 15 novembre 2006, il dispute au sein d'une équipe B renforcée par quelques professionnels un match amical contre la Guinée.  En février 2007, le staff technique rennais ayant besoin d'étoffer son groupe pour mettre en place une opposition d'une heure, il est appelé en renfort avec les professionnels. En juin 2007, il devient champion de France des réserves professionnelles, battant l'OL en finale à La Piverdière. Cette victoire gomme l'échec de l'élimination en seizièmes de finale de la Coupe Gambardella contre Nantes trois mois plus tôt, une défaite dans laquelle il fut directement impliqué puisqu'auteur d'un but contre son camp. 

### Premiers pas au niveau professionnel (2007-2011)

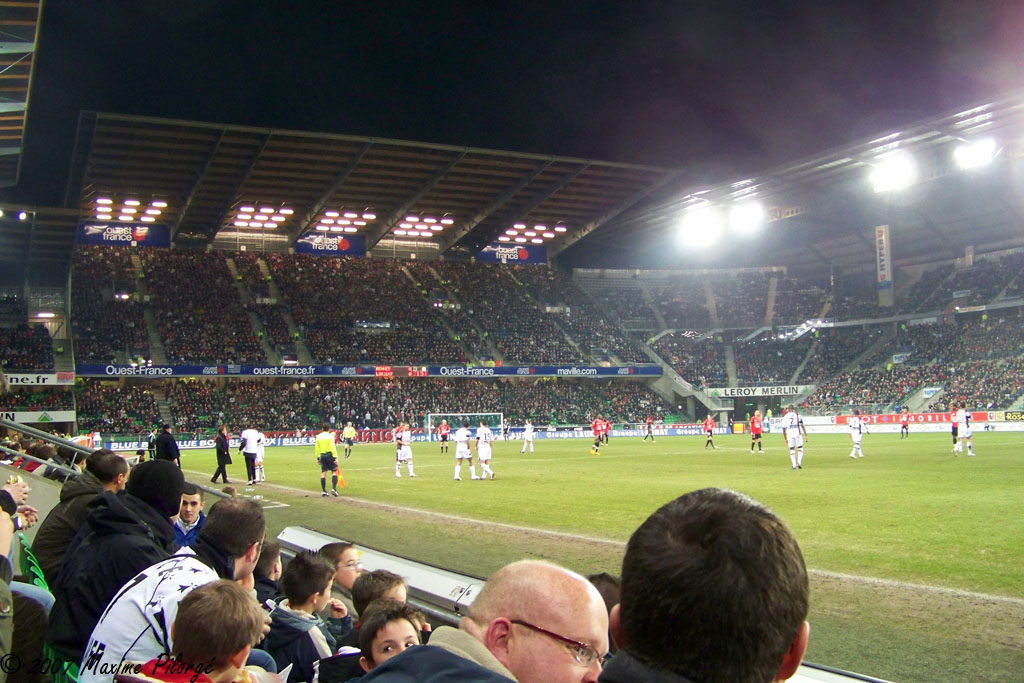
Bira Dembélé découvre le stade de la route de Lorient le 24 novembre 2007 contre Lyon.

Il effectue la préparation de la saison 2007-2008 avec le groupe professionnel, remportant le tournoi de Cannes contre Bruges, et disputant deux matches amicaux contre Angers SCO et le SM Caen. Auteur d'un bon début de saison avec l'équipe réserve de Landry Chauvin, il apparait pour la première fois sur une feuille de match en pro le 24 novembre 2007 à l'occasion de la réception de l'Olympique lyonnais. Assis sur le banc, il voit devant lui Källström, Benzema, Ben Arfa, Juninho… et trépigne d'impatience à l'idée d'entrer en jeu : « Je ne faisais pas attention à la pression. J’avais envie d’y être. » Trois jours plus tard, il est du voyage à Hambourg pour un match de Coupe UEFA, mais n'entre pas en jeu. Le Stade rennais faisant face à une avalanche de blessures et à l'absence de joueurs africains partis à la CAN, il est lancé en Ligue 1 le 26 janvier 2008 contre le FC Metz, par Guy Lacombe, qui lui fait disputer son premier match professionnel sous les yeux d'une partie de sa famille. Le 8 avril 2008, il signe un premier contrat professionnel de trois ans. Quelques jours plus tard, alors qu'il s'était préparé toute la semaine pour jouer latéral gauche, il est titularisé dans l'axe de la défense rennaise sur la pelouse de Gerland. Face à lui, Karim Benzema. Il relève impeccablement le défi et voit son équipe arracher le point du match nul dans le temps additionnel. 

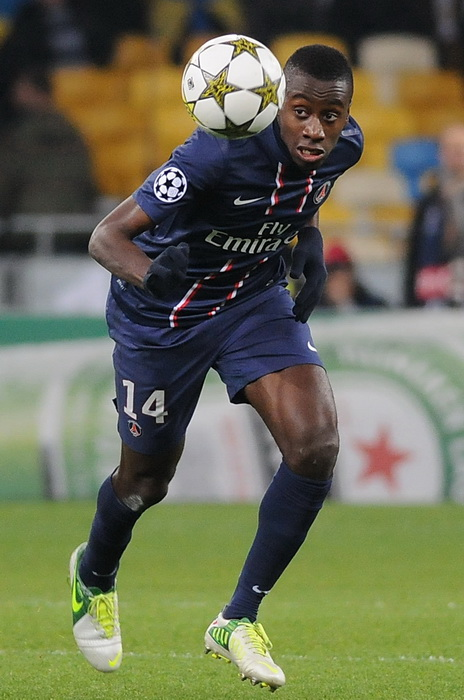
Pour ses débuts en Bleu, Dembélé évolue avec Blaise Matuidi.

En mai 2008, lui qui n'a jamais connu les sélections nationales est présélectionné avec une équipe de France espoirs « bis » dirigée par Jean Gallice, en vue du Tournoi de Toulon. Il est finalement convoqué en dernière minute par René Girard pour rejoindre les Espoirs « officiels » lors d'un tournoi amical en Suède, palliant le forfait de Sandy Paillot. Sur le banc contre les Pays-Bas, il est titulaire face au Portugal et à la Suède. La France remporte le tournoi, terminant première avec cinq points. En un an, Dembélé porte quatre fois le maillot des Bleuets, y côtoyant Blaise Matuidi et Dimitri Payet, futurs champions du monde. En janvier 2009, il est le capitaine des espoirs lors d'une opposition amicale face au PSG.
La saison suivante, soumis à une forte concurrence en défense, il doit se contenter de deux matches en Ligue 1, et d'une place de 19e homme au soir de la finale de la coupe de France perdue contre Guingamp. En juillet 2009, non-retenu par Frédéric Antonetti pour le stage de pré-saison à Carnac et contraint de s'entraîner avec le groupe de CFA, il envisage un prêt afin d'acquérir du temps de jeu. Il est alors contacté par Sedan, club de Ligue 2 entraîné par Landry Chauvin, son ancien coach à Rennes, qui le connaît bien. Privilégiant la Ligue 1, il choisit l'US Boulogne, qu'il rejoint pour un prêt gratuit et sans option d'achat. Titulaire à partir de septembre, il perd sa place en février à la suite d'une piètre prestation contre Le Mans : à la tombée d'un ballon qui flottait au-dessus de la surface boulonnaise, il rate complètement son dégagement, offrant à Cerdan la balle du second but. Bien qu'il s'agisse de sa première vraie saison au haut niveau, il garde de ce prêt un souvenir mitigé, car le club boulonnais est relégué en fin de saison.
Mis sur le marché dès son retour à Rennes où il lui reste un an de contrat, il effectue la préparation d'avant-saison avec les 23 joueurs du groupe pro, disputant également les premières rencontres amicales, avant d'être écarté du groupe fin juillet par Frédéric Antonetti, qui ne compte pas sur lui. Il reste cantonné à la réserve toute la saison 2010-2011. Jamais appelé dans le groupe professionnel malgré de nombreux forfaits, il quitte le club en fin de saison.

### Échec à Sedan (2011-2013)

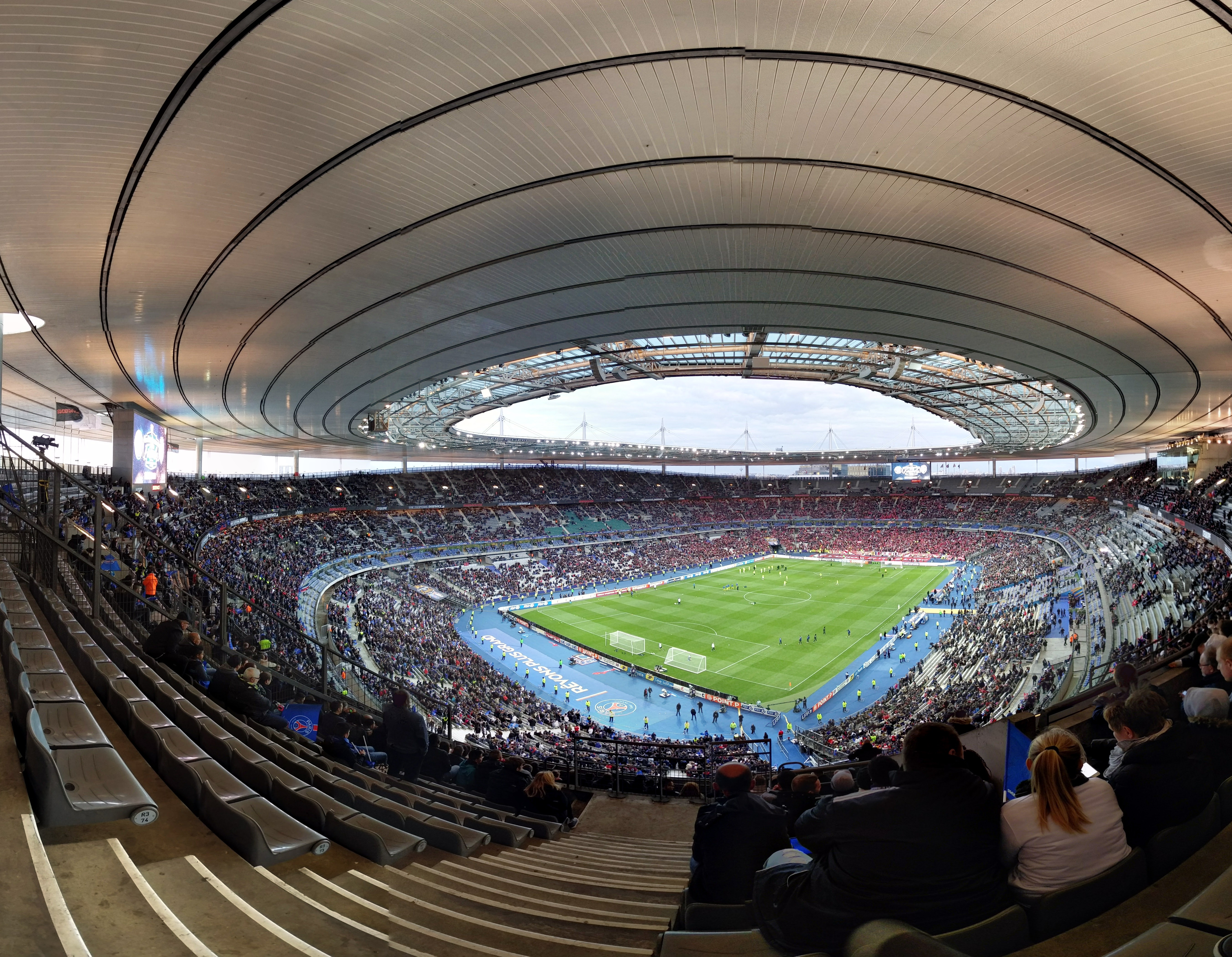
Prêté au Red Star, Dembélé affronte l'OM au Stade de France dès son premier match.

Libre de tout engagement, il est contacté par Laurent Guyot, son ancien entraîneur à Boulogne, qui vient de prendre ses fonctions au CS Sedan Ardennes et l'invite à le rejoindre. Il y signe pour deux ans le 28 juin 2011. N'étant pas parvenu à s'imposer dans une équipe en course pour la montée, le défenseur longiligne est prêté au Red Star 93 qui évolue alors en National, 3e division du football en France, de janvier à juin 2012. Au départ réticent face à ce prêt, il est finalement ravi de retrouver la région parisienne, vivant chez ses parents en attendant de trouver un appartement. Pour son premier match, il affronte l'OM en Coupe, au Stade de France, devant 50 000 personnes. Surpris de débuter le match, lui qui n'est arrivé au club que depuis 5 jours, il réussit à faire abstraction du contexte. Serein dans les airs et solide dans les duels, il contribue à stabiliser l'arrière-garde audonienne, avant qu'une blessure n'écourte sa saison en avril.
De retour à Sedan, il devient un cadre de l'équipe réserve la saison suivante, avant de quitter le club à la suite du dépôt de bilan et à la rétrogradation en CFA2.

### Passage convaincant en Angleterre (2014-2017)

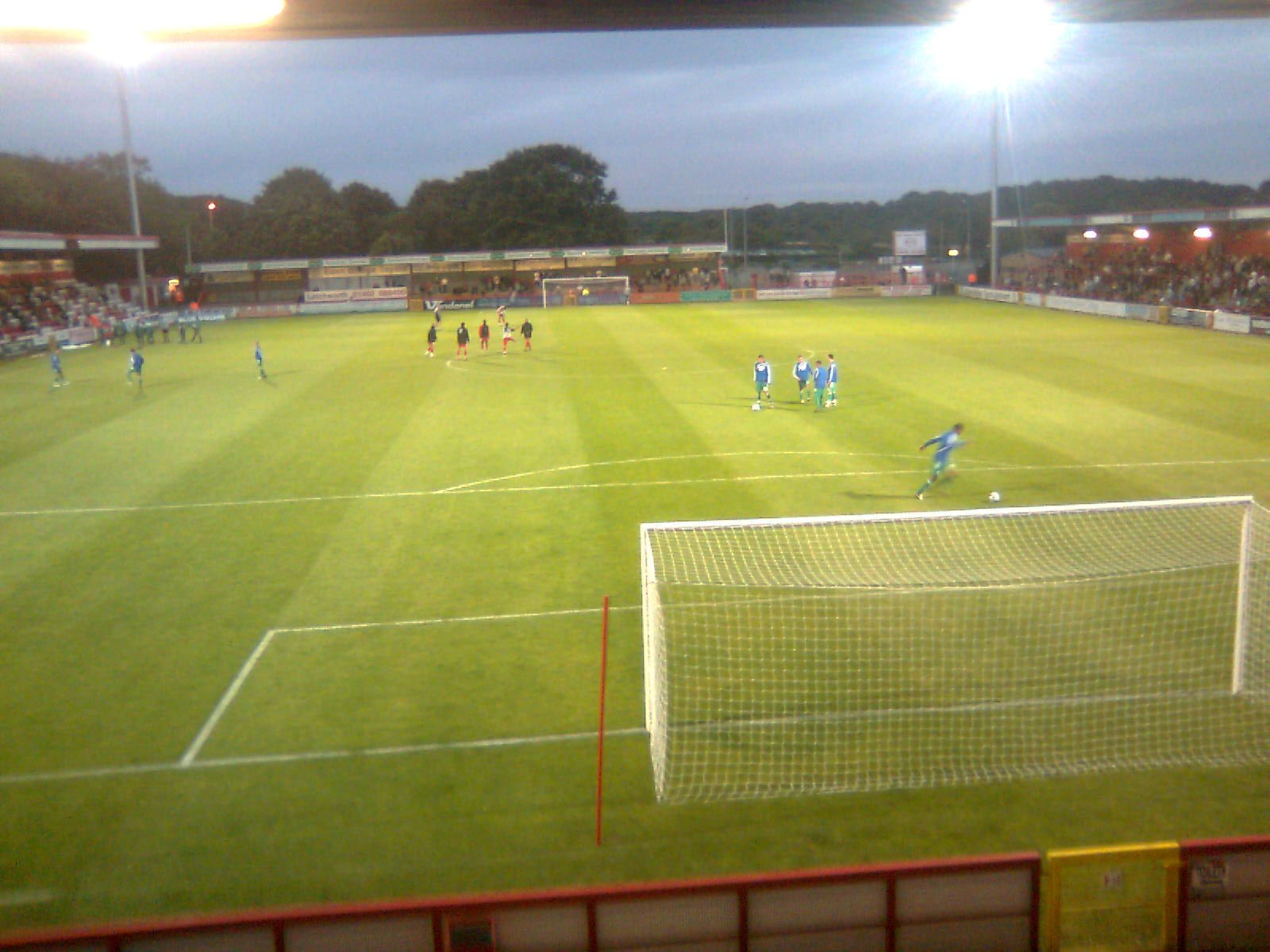
Dembélé reste marqué par la ferveur des stades anglais. Ici le Lamex Stadium, stade de Stevenage.

Jouer en Angleterre est un rêve de longue date pour Bira Dembélé. En février 2008, déjà, il déclarait à Ouest-France : « Je ne trace pas de plan de carrière, mais l’Angleterre est évidemment un championnat qui me plairait ».  Début 2014, libre de tout contrat depuis 6 mois, Dembélé est mis en contact par son ex-coéquipier Yohan Lasimant, joueur de Leyton Orient, avec un agent travaillant en Angleterre, qui lui permet d'aller y effectuer un test. Il rejoint l'équipe de League One de Stevenage le 22 février 2014. À son arrivée, le manager Graham Westley loue le talent de Dembélé, déclarant qu'il « a beaucoup de qualités, il est rapide, très fort dans les airs et il peut apporter au jeu. » Bira Dembélé fait ses débuts pour le club trois jours plus tard, le 25 février 2014, titulaire en défense centrale lors d'une victoire 1-0 contre Crewe Alexandra. Après le match, Westley salue les débuts de Dembélé, le félicitant pour sa bonne forme et sa motivation. Bien qu'écarté par des blessures, il fait treize apparitions, marquant un but. À la fin de la saison 2013-14, Westley annonce que Dembélé a signé un nouveau contrat avec Stevenage, relégué en League Two.

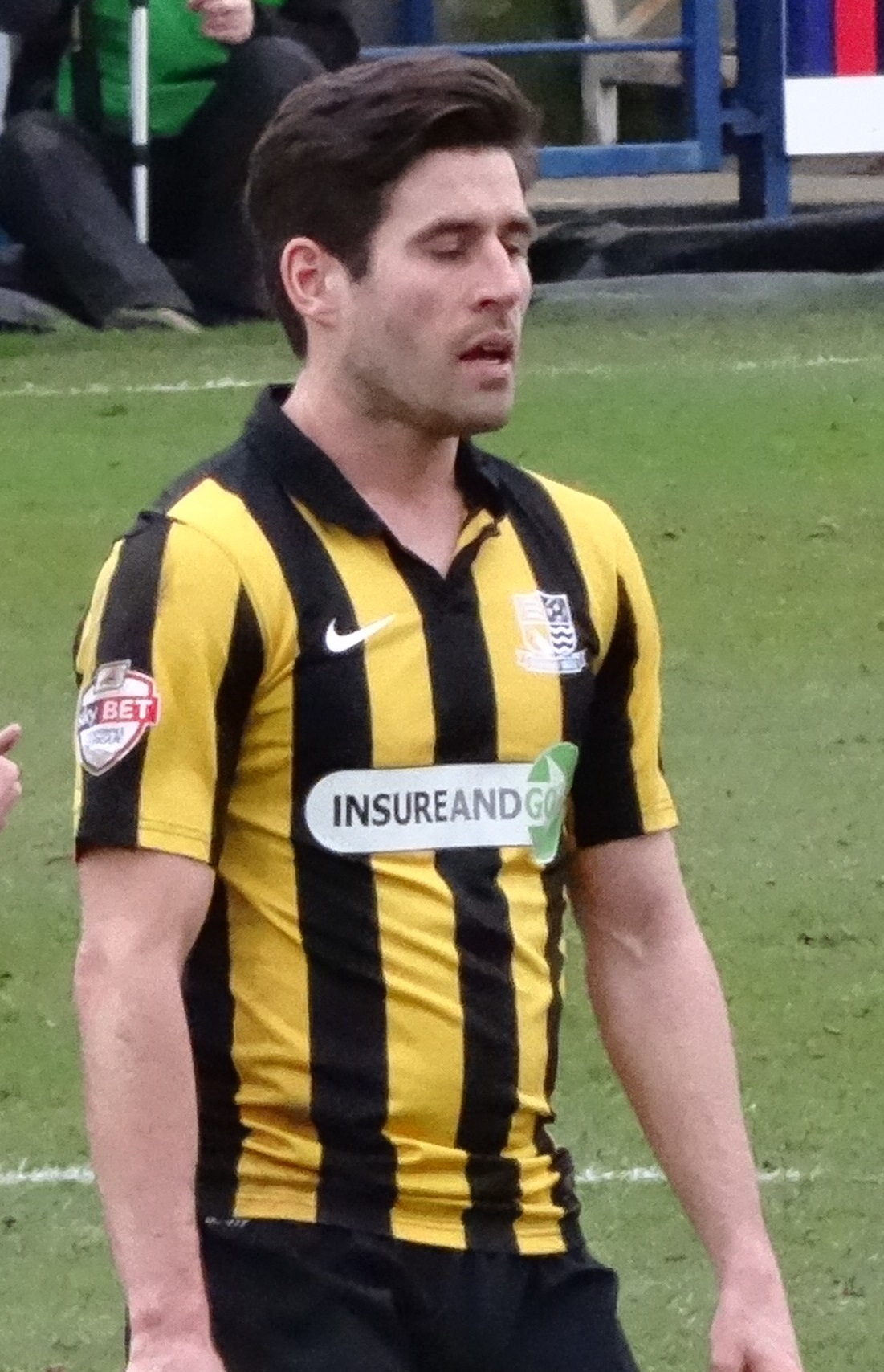
Victime d'un choc spectaculaire contre Michael Timlin, Dembélé en garde une cicatrice de 4 cm.

Repositionné latéral gauche au début de la saison 2014-15, il s'y montre peu à son aise et perd sa place en septembre au profit de Darius Charles. De retour en défense centrale au printemps, il conserve sa place jusqu'à la fin de la saison, marquant deux buts au passage. Jouer en Angleterre, c'est aussi découvrir la réalité du « fighting spirit » : lors du match aller des play-offs contre Southend United, Dembélé est impliqué dans un violent choc tête contre tête contre Michael Timlin, qui lui fit rater le match retour, et nécessita sept points de suture. Il en garde une cicatrice de 4 cm de long. À la fin de la saison 2014-15, il fait partie des douze joueurs libérés par son club.
Il rejoint le Barnet Football Club, club de League Two, le 23 juin 2015, signant un contrat de deux ans. Il s'y impose comme titulaire indiscutable, malgré quelques blessures, et totalise en deux saisons 57 matches pour huit buts. Il quitte le club en fin de saison 2016-2017.
De son exil Outre-Manche, il ne garde que des bons souvenirs :

« La première chose que je me suis dit, c'est 'si j'avais su je serais venu plus tôt'. C'est vraiment un autre monde là-bas, le football. Il y a une telle ferveur au niveau des grandes et des petites équipes qui est assez incroyable. Et c'est vraiment une très belle expérience, je regrette rien, vraiment. »

— Bira Dembélé, sur son expérience anglaise, France Bleu Mayenne, 19 juillet 2017

### Retour en France (depuis 2017)
De nouveau libre, il effectue un essai avec Motherwell. Aligné lors d'un match amical, il décline néanmoins l'offre du club écossais, préférant rentrer en France. Après un essai de quelques jours, il signe le 19 juillet 2017 au Stade lavallois pour une saison, plus une en option. Durant deux saisons, il porte le brassard de capitaine, formant avec Alioune Ba l'une des charnières centrales les plus redoutées du National. Dès sa première saison, il termine avec la meilleure moyenne de la notation des journalistes de Ouest-France.  
Souvent décisif de la tête, auteur de 6 buts lors de sa deuxième saison, il est élu dans l'équipe type du National en mai 2019. Le 17 mai 2019, alors que Laval peut encore croire à la montée en Ligue 2 à condition de gagner à Quevilly, il est victime d'une rupture du ligament latéral interne du genou après être monté sur un dernier corner. 
Opéré du genou durant la trêve estivale, il prolonge de deux saisons son contrat avec Laval en juillet 2019. Il n'est pas immédiatement opérationnel, ne retrouvant le terrain qu'en octobre, avec l'équipe réserve. Les sensations n'étant pas au rendez-vous, il ne joue pratiquement pas de la saison en équipe première, comptant une seule titularisation. 
À l'été 2020, encore sous contrat avec le club mayennais mais ne rentrent plus vraiment dans le plan de jeu de l'entraîneur Olivier Frapolli, il dispose d'un bon de sortie. Il s'entraîne avec le groupe mais il a été convenu qu'il ne participerait à aucun match de préparation. Laissé à la disposition de l'équipe réserve, il dispute quatre matches en National 3 mais la saison est suspendue en raison du Covid-19. Victime d'une nouvelle blessure, il doit subir une opération à la hanche en décembre 2020 avant de quitter le club en juin 2021. 
À l'intersaison, il participe durant trois semaines au stage de l'UNFP destiné aux joueurs sans contrat, au CNF Clairefontaine. Il s'entraîne ensuite avec l'US Changé puis l'AS Vitré, mais ne se voit pas proposer de contrat. 
En septembre 2021, il signe à l'ES Bonchamp en Régional 1, en attendant de retrouver un nouveau projet à un échelon supérieur. Il quitte le club en janvier 2022, pour s'installer près de Saint-Malo avec sa famille. La saison suivante, il signe à l'US Saint-Malo.

## Statistiques
| Saison                | Club                  | Championnat           | Championnat | Championnat | Coupe nationale | Coupe nationale | Coupe de la Ligue | Coupe de la Ligue | Compétition(s) continentale(s) | Compétition(s) continentale(s) | Compétition(s) continentale(s) | Total | Total |
| Saison                | Club                  | Division              | M.          | B.          | M.              | B.              | M.                | B.                | Comp.                          | M.                             | B.                             | M.    | B.    |
| 2007-2008             | Stade rennais FC      | Ligue 1               | 7           | 0           | 1               | 0               | -                 | -                 | -                              | -                              | -                              | 8     | 0     |
| 2008-2009             | Stade rennais FC      | Ligue 1               | 2           | 0           | -               | -               | 1                 | 0                 | CI+C3                          | 2+1                            | 0+0                            | 6     | 0     |
| 2009-2010             | US Boulogne (prêt)    | Ligue 1               | 22          | 1           | 2               | 0               | -                 | -                 | -                              | -                              | -                              | 24    | 1     |
| 2010-2011             | Stade rennais FC      | Ligue 1               | -           | -           | -               | -               | -                 | -                 | -                              | -                              | -                              | 0     | 0     |
| 2011-2012             | CS Sedan Ardennes     | Ligue 2               | 1           | 0           | -               | -               | 2                 | 0                 | -                              | -                              | -                              | 3     | 0     |
| 2011-2012             | Red Star FC (prêt)    | National              | 9           | 0           | 1               | 0               | -                 | -                 | -                              | -                              | -                              | 10    | 0     |
| 2012-2013             | CS Sedan Ardennes     | Ligue 2               | -           | -           | -               | -               | -                 | -                 | -                              | -                              | -                              | 0     | 0     |
| 2013-2014             | Stevenage FC          | League One            | 13          | 1           | -               | -               | -                 | -                 | -                              | -                              | -                              | 13    | 1     |
| 2014-2015             | Stevenage FC          | League Two            | 27+1        | 2+0         | 1               | 0               | 1                 | 0                 | -                              | -                              | -                              | 30    | 2     |
| 2015-2016             | Barnet FC             | League Two            | 26          | 3           | 1               | 0               | 3                 | 1                 | -                              | -                              | -                              | 30    | 4     |
| 2016-2017             | Barnet FC             | League Two            | 23          | 4           | 1               | 0               | 3                 | 0                 | -                              | -                              | -                              | 27    | 4     |
| 2017-2018             | Stade lavallois       | National              | 9           | 0           | 2               | 0               | -                 | -                 | -                              | -                              | -                              | 11    | 0     |
| Total sur la carrière | Total sur la carrière | Total sur la carrière | 140         | 11          | 9               | 0               | 10                | 1                 | -                              | 3                              | 0                              | 162   | 12    |

## Palmarès

### Avec l'équipe de France espoirs
- 2008 : Vainqueur du Tournoi de Suède

### Avec le Stade rennais
- 2009 : Finaliste de la Coupe de France
- 2007 : Champion de France des réserves professionnelles
- 2006 : Vice-champion de France des réserves professionnelles
- 2007 : Vainqueur du tournoi de Cannes (Cannes cup festival)[10]

### Avec le Stade lavallois
- 2019 : Élu dans l'équipe type du National pour la saison 2018-2019

## Vie personnelle
Avec son épouse rencontrée à Rennes, il est père de deux filles.